# Мацур, Казимир
Казимир Мацур (17.02.1915, Лучай — 30.01.2001, Гданьск) — польский архитектор и реставратор памятников архитектуры.

## Биография
В 1933 году завершил учебу в Поставской начальной школе и поступил на строительный факультет Государственной технической школы имени Маршала Пилсудского (Вильно).
С сентября 1937 года по июнь 1938 года проходил службу в дивизионном курсе подхорунжих резерва при 77-м пехотном полку в Лиде.
В 1938 году поступил на факультет Изобразительного искусства университета Стефана Батория.
Будучи студентом технической школы и позднее университета выполнил первые инвентарные работы на исторических зданиях по заказу виленского консерватора Яна Боровского (включая руины замка в Троках).
Некоторое время работал в Барановичах в Szefostwie Fortyfikacji.
В 1939 году учебу прервала Вторая мировая война.
С 01.09.1939 по 17.09.1939 — принимал участие в сентябрьской компании.
В 1940 — 1944 годах работал на виленских предприятиях (в том числе в Бюро промышленного дизайна и Управлении по охране памятников культуры), сотрудничал с Союзом вооруженной борьбы.
В 1945-1946 годах — инженер-строитель в Инспекции сельскохозяйственного образования во Влоцлавеке.
В 1946 году по рекомендации Боровского выехал в Гданьск.
В 1947-1951 годах работал в мастерской по консервации памятников при воеводском управлении.
В 1948-1952 годах учился в вечерней школе Инженерного училища в Гданьске.
В 1951 — 1979 годах — в государственной мастерской по консервации памятников, многолетний руководитель проектной лаборатории.
В 1960 году вышел на пенсию.
В 1968 году он прошел курс обучения на факультете памятников и консервации Университета имени Николая Коперника в Торуни.

## Семья
Родители — крестьяне Лучайского прихода Юзеф Мацур и Сабина из Синицев.
Был женат на учительнице Гелене из Прусаковских (1919-1984).
Воспитал с женой 4 детей: сына Андрея — Станислава, дочерей Кристину, Анну и Эльжбету.

## Реставрация памятников
- Реконструкция купола на башне Главной ратуши Гданьска с изображением короля Зигмунта Августа
- Исторические интерьеры ратуши и реконструкция бастионов: Яцек, Лебедь, На взморье, Соломенного;
- Дом общества любителей природы в усадьбе Археологического музея Гданьска;
- Зеленой арки Гданьска;
- Жилые дома на ул. Дзяней 8-11;
- Церковь св. Екатерины, св. Варфоломея, св. Барбары;
- Усыпальница в церкви св. Петра и Павла;
- Архитектурная реконструкция печи во Дворе Артуса.

По просьбе священника Генриха Янковского, в 1971 году разработал проект реконструкции церкви св. Бригиды (с куполом на башне). По мнению ряда польских архитекторов, город Гданьск без трудов Казимира Мацура представлял бы собой современный Калининград.
Другие работы касались реконструкции памятников в Поморском воеводстве, включая замки в Мальборке и Бытуве, в Вармии и Мазурах.

## Награды
- За заслуги для Гданьска (1962 г.);
- Тысячелетие Польского государства (1963 г.);
- Почетная медаль «Земли Гданьской» (1970 г.);
- Серебряным Крестом Заслуги (1975 г.);
- Кавалерским крестом Возрождения Польши (1984 г.);
- Лауреат премии Гданьского общества друзей искусства за 1994 год в области сохранения памятников (1995).

## Память
В 2004 году его памяти была посвящена выставка в Доме Uphagen, организованная Историческим музеем Гданьска.